# Coupang
Coupang (kor. 쿠팡) – południowokoreańskie przedsiębiorstwo z branży handlu elektronicznego, założone w 2010 roku.
Coupang jest największą internetową platformą handlową w kraju.
Przedsiębiorstwo zatrudnia ponad 37 tys. osób (stan na czerwiec 2020).